# أنطون موراي
أنطون موراي (30 أبريل 1922 في جنوب أفريقيا - 17 أبريل 1995 في جنوب أفريقيا) (بالإنجليزية: Anton Murray)‏ هو لاعب كريكت جنوب أفريقي. شارك مع منتخب جنوب أفريقيا الوطني للكريكت. أما مع النوادي، فقد لعب مع Eastern Province (cricket team) ‏.

## وصلات خارجية
- أنطون موراي على موقع إي آس بي آن كريك إنفو (الإنجليزية)